# Bryograpta
Bryograpta là một chi bướm đêm thuộc họ Erebidae.